# فرودگاه فیرمونت هات سپرینگز
فرودگاه فیرمونت هات سپرینگز (به انگلیسی: Fairmont Hot Springs Airport) یک فرودگاه همگانی با کد یاتا YCZ است که یک باند فرود آسفالت دارد و طول باند آن 1830 متر است. این فرودگاه در کشور کانادا قرار دارد و در ارتفاع 810 متری از سطح دریا واقع شده است.